# Rolf Strüder
Rolf Strüder (* 17. Juli 1909 in Neuwied; † 25. April 1972 in Koblenz) war deutscher Verleger.

## Leben
Rolf Strüder war der Sohn von Julius Strüder (1883–1978). Er trat nach dem Besuch des Neuwieder Gymnasiums, nach Studium und Kriegsteilnahme in den seit 1848 bestehenden und eine alte Neuwieder Zeitungstradition fortsetzenden Familienbetrieb ein.
Er leitete das Verlagsunternehmen Strüder und benannte es in „Strüder’sche Buchdruckerei und Buchhandlung“ um. Diese war die dritte Zeitungsdruckerei in Neuwied.
1937 wurde die Neuwieder Zeitung, die zu den wichtigsten Zeitungen am Mittelrhein vor dem Ersten Weltkrieg zählte, verboten und an die „Nationalverlag GmbH Koblenz“ abgetreten. Die Druckerei und der Buchverlag wurden ab April 1937 von Julius Strüder und den beiden Prokuristen Dr. Rolf Strüder und Hermann Remy als „Strüdersche Buchdruckerei und Verlagsanstalt“ weitergeführt.
Nach 1945 erfolgte der Wiederaufbau der Strüder KG und der Druck vieler heimatkundlicher Publikationen. Gemeinsam mit seinem Vater Julius Strüder wurde das Unternehmen weiter ausgebaut. Ab 1950 wurde wieder eine Zeitung, der „Generalanzeiger für Neuwied und Umgegend“ gedruckt. Diese Ausgabe wurde vom General-Anzeiger (Bonn) erstellt. Ab dem 1. September 1956 erschienen die Koblenzer Rhein-Zeitung und die Neuwieder Zeitung gemeinsam unter dem Titel „Rhein-Zeitung, Unabhängige Westdeutsche Landeszeitung“. Die Lokalredaktion für den Landkreis Neuwied verblieb in den Geschäftsräumen der Neuwieder Zeitung. 1958 wurde die Firma in eine KG, danach am 1. Juni 1972 in eine GmbH umgewandelt und am 19. April 1973 aufgelöst.
Dr. Strüder als Vorsitzender der FDP-Stadtratsfraktion und Vorsitzender des Stadtverbandes maßgeblich am öffentlichen Geschehen der Stadt Neuwied beteiligt. Über die Mitwirkung in Fach- und Berufsverbänden hinaus war er wiederholt Vorsitzender der AOK-Vertreterversammlung. Auch der Neuwieder Verkehrsverein hatte in ihm ein kenntnisreiches und aktives Vorstandsmitglied.
Von Jugend auf blieb Dr. Strüder aktiv dem Rudersport und damit der Mitarbeit in beiden Neuwieder Rudervereinen und im AH-Verband des Gymnasial-Turn-Ruder-Verein Neuwied (GTRVN) verbunden. Ebenso war er Förderer zahlreicher weiterer Neuwieder Gesellschaften, Sport- und Heimatvereine.
Einer alteingesessenen Neuwieder Familie entstammend und in der Tradition des alten Verlags- und Druckereiunternehmens Strüder KG stehend, war er auch dem Heimatjahrbuch des Kreises Neuwied eng verbunden.
Strüder war Herausgeber vielbeachteter Heimatbücher der mittelrheinischen Landschaft.